# Monilophyta
A Monilophyta a recens harasztok (korábban: Pteridophyta, Polypodiophyta vagy Filicophyta) a rendszertanászok által általánosan el nem fogadott törzse. A harasztok korábbi felosztása nem tekinthető monofiletikusnak, ezért a korpafüveket (Lycopsida) ki kellett venni közülük. A sensu lato meghatározott Moniolophyta a virágos növények (Spermatophyta) testvércsoportja az Euphyllophytina kládon belül, újabb molekuláris genetikai vizsgálatok szerint. Négy osztály tartozik alá: Psilotopsida (benne a kígyónyelvpáfrányok – Ophioglossales), az Equisetopsida, a Marattiopsida, és a Polypodiopsida, mely utóbbiba tartoznak a valódi, leptosporangiumos páfrányok. Az Euphyllophytina a korpafüvek testvércsoportja.

## Fordítás
- Ez a szócikk részben vagy egészben a Monilophyte című angol Wikipédia-szócikk ezen változatának fordításán alapul.  Az eredeti cikk szerkesztőit annak laptörténete sorolja fel. Ez a jelzés csupán a megfogalmazás eredetét és a szerzői jogokat jelzi, nem szolgál a cikkben szereplő információk forrásmegjelöléseként.